# Ptinomorphus sericeus
Ptinomorphus sericeus is een keversoort uit de familie klopkevers (Anobiidae). De wetenschappelijke naam van de soort is voor het eerst geldig gepubliceerd in 2001 door Toskina.